# Ana María Desevici
Ana María Desivici Nekeforchuk es un atleta uruguaya.
Fue medallista de plata en Salto en Largo en los juegos Sudamericanos de Lima (1971) y de bronce en los juegos Sudamericanos en Asunción (1972). Compitió en el pentatlón de mujeres en la 1976 Olimpiada de Verano. 